# Palästina (Graphic Novel)
Palästina ist eine Graphic Novel, eine Sammlung von Comic-Reportagen des Amerikaners Joe Sacco. Das Buch gilt als erstes Werk des Comic-Journalismus.
Im Winter 1991/1992 reiste Sacco für zwei Monate in die von Israel besetzten Gebiete und schuf hierüber bis 1995 neun Kapitel auf fast 300 Seiten, für die er 1996 mit dem American Book Award ausgezeichnet wurde. Von Kairo aus besuchte er Städte wie Tel Aviv, Jerusalem, Nablus, Hebron, Jenin, Ramallah, ein Flüchtlingslager im Gazastreifen und traf dort Palästinenser, die ihm von ihren Verhaftungen, Folterungen, Verwundungen oder denen von Bekannten oder Verwandten erzählten. Sacco schilderte in seinem Comic das Leben in den Flüchtlingslagern, Gefängnissen und entwarf ein Bild sozialer, wirtschaftlicher und politischer Unterdrückung durch die Israelis, die mit dieser Politik den PLO-Organisationen enormen Zulauf bescherten.

## Ausgaben
- In den USA erschien das Werk ursprünglich als Heftreihe bei Fantagraphics (1993–1995) und wurde 2001 und 2007 in Buchform neu aufgelegt.

- In Frankreich erschienen Ausgaben bei Vertige Graphic (1996) und Rackham (2010 und 2015) und wurden 1999 beim Festival International de la Bande Dessinée d’Angoulême mit dem Prix Tournesol ausgezeichnet.
- In Großbritannien erschien das Buch bei Jonathan Cape (2003).
- Das Buch ist auf Deutsch im Zweitausendeins-Verlag (2004), in der Edition Moderne (2009) und in der Süddeutsche Zeitung Bibliothek – Graphic Novels (2011) erschienen.
- In Norwegen erschien das Buch 2006 bei Gyldendal Norsk Forlag.
- In Japan erschien das Buch 2007.
- In Serbien erschien das Buch 2007 bei Rende.
- In der Türkei erschien das Buch 2009 bei İthaki Yayınları.
- In Spanien erschien das Buch 2013 bei Rinoceronte Editora und 2016 bei Planeta DeAgostini.
- In Italien erschien das Buch 2013 bei Edizioni RCS Libri und 2019 bei Mondadori.
- In Polen erschien das Buch 2014 bei Timof i cisi wspólnicy.